# Team Ghinzani
Team Ghinzani – włoski zespół startujący w wyścigach samochodowych, którego założycielem jest Piercarlo Ghinzani. Obecnie startuje jedynie w Formule Acceleration 1, jednak w przeszłości zespół pojawiał się także na starcie Auto GP World Series, A1 Grand Prix (lata 2005-2008), Euroseries 3000 oraz Włoskiej Formuły 3000 (lata 1999-2000), Włoskiej Formule 3 (lata 1992-2012), Formule 3 Euro Series (2003-2004), Niemieckiej Formule 3 (2000-2002) i Masters of Formula 3 (2003 rok).

## Starty

### Auto GP
Zespół startuje jako Ghinzani Motorsport.
| Rok  | Bolid      | Kierowcy      | Wyścigi | Wygrane | PP | NO | Pkt | M.K. | M.Z. |
| ---- | ---------- | ------------- | ------- | ------- | -- | -- | --- | ---- | ---- |
| 2013 | Lola–Zytek | Robert Vișoiu | 16      | 0       | 0  | 0  | 67  | 8    | 5    |
| 2013 | Lola–Zytek | Kevin Giovesi | 10      | 0       | 0  | 1  | 91  | 6    | 5    |

### A1 Grand Prix
| Rok       | Bolid      | Kierowcy      | Wyścigi | Wygrane | PP | NO | Pkt | M.Z. |
| --------- | ---------- | ------------- | ------- | ------- | -- | -- | --- | ---- |
| 2005/2006 | Lola-Zytek | A1 Team Italy | 22      | 0       | 0  | 0  | 46  | 14   |
| 2006/2007 | Lola-Zytek | A1 Team Italy | 22      | 1       | 0  | 0  | 52  | 7    |
| 2007/2008 | Lola-Zytek | A1 Team Italy | 20      | 0       | 0  | 0  | 12  | 18   |
| 2008/2009 | Ferrari    | A1 Team Italy | 14      | 0       | 1  | 0  | 17  | 16   |

### Formuła 3 Euro Series
| Rok  | Bolid                    | Kierowcy        | Wyścigi | Wygrane | PP | NO | Pkt | M.K. | M.Z. |
| ---- | ------------------------ | --------------- | ------- | ------- | -- | -- | --- | ---- | ---- |
| 2003 | Dallara F302-Mugen Honda | Robert Doornbos | 20      | 0       | 0  | 0  | 40  | 9    | 7    |
| 2003 | Dallara F302-Mugen Honda | Álvaro Parente  | 20      | 0       | 0  | 0  | 1   | 25   | 7    |
| 2003 | Dallara F302-Mugen Honda | Philipp Baron   | 16      | 0       | 0  | 0  | 0   | NS   | 7    |
| 2004 | Dallara F304-Mugen Honda | Philipp Baron   | 20      | 0       | 0  | 0  | 0   | NS   | NS   |
| 2004 | Dallara F304-Mugen Honda | Derek Hayes     | 2       | 0       | 0  | 0  | 0   | NS   | NS   |
| 2004 | Dallara F304-Mugen Honda | Marco Bonanomi  | 20      | 0       | 0  | 0  | 0   | NS   | NS   |